# Éléonore Caroit
Pour les articles homonymes, voir Caroit.
Éléonore Caroit, née le 8 juillet 1985 à Paris, est une femme politique française, également suisse et dominicaine, membre de Renaissance.
Elle est élue députée de la deuxième circonscription des Français établis hors de France en 2022, réélue lors d'élections législatives partielles en 2023 et lors des élections législatives anticipées de 2024.

## Biographie

### Jeunesse et études
Éléonore Anne-Marie Caroit est la fille du journaliste français Jean-Michel Caroit, qui vit en République dominicaine, et d'une juriste dominicaine qui a combattu la dictature de Rafael L. Trujillo. Elle suit ses études secondaires au lycée français de Saint-Domingue (en). Elle s'installe en France pour suivre ses études à l'Institut d'études politiques de Paris ainsi que des études de droit à l'université Paris I Sorbonne. Elle est ensuite admise à la faculté de droit de l'université Columbia à New York, où elle obtient un Master of Laws,,.
Elle est mariée, mère de deux enfants et de nationalité française, suisse et dominicaine. Elle maîtrise cinq langues, le français, l'espagnol, le portugais, l'italien et l'anglais.

### Parcours professionnel
Admise au barreau de New York, elle devient avocate et se spécialise en droit des affaires.

### Carrière politique
Elle est membre du parti Renaissance du président Emmanuel Macron.
Élue consulaire à Genève et membre de l'Assemblée des Français de l'étranger en 2021, elle abandonne son poste un an plus tard pour être investie par la coalition de la majorité présidentielle sur la 2e circonscription des Français de l'étranger (Amérique Latine et Caraïbes). Elle obtient 57,42 % des suffrages exprimés au second tour des élections législatives de 2022.
Son élection est annulée par le Conseil constitutionnel le 20 janvier 2023, en raison de dysfonctionnement sur l'organisation du scrutin en ligne. Lors du premier tour des élections législatives partielles, en avril 2023, Éléonore Caroit arrive en tête avec 38,95 % des voix, devant le candidat de la Nupes qui obtient 26,23 % des suffrages.
Le 16 avril 2023, elle est réélue avec plus de 62 % des voix contre Christian Rodriguez.
Le 6 juillet 2024, elle est réélue avec 53,27 % des voix contre Sergio Coronado.